# 田村孝浩
田村 孝浩（たむら たかひろ、1971年 - ）は、宇都宮大学大学院農学研究科地域創生科学研究科 社会デザイン科学専攻 農業土木プログラム・農学部農業環境工学科環境システム工学講座准教授。福島県公共事業評価委員会委員。小山市環境審議会委員。宮城県農村振興施策検討委員会委員。

## 略歴
群馬県生まれ。宇都宮大学農学部農業開発工学科卒業。宇都宮大学大学院農学研究科修士課程修了。1999年 東京農工大学大学院連合農学研究科生物生産学専攻博士後期課程修了。博士(農学)。筑波大学助手、宮城大学講師をへて現職。
著書に『野生動物管理システム』（梶光一, 土屋俊幸 編、東京大学出版会、2014年）
『ランドスケープアーキテクチャーの起点』（森山雅幸 編著 ; 共著、ぎょうせい、2007年）
『農村計画学』（朝倉書店・共著），『野生動物管理システム』（東京大学出版会・共著）など。
手づくりの地域活性化プラン策定の実践活動からで2005年、農業農村工学会 技術報告賞。
ベストペーパー賞，農村計画学会。
基盤構造に着目した乗用農業機械の事故発生要因に関する考察 で2015年、農業農村工学会 優秀ポスター賞。
事故現場の地形に基づくトラクタの挙動に関する研究 で2017年、食料農業工学会 論文賞。

## 所属学会
農村計画学会，農業農村工学会，食料農業工学会，日本農業労災学会